# Bhaktapur

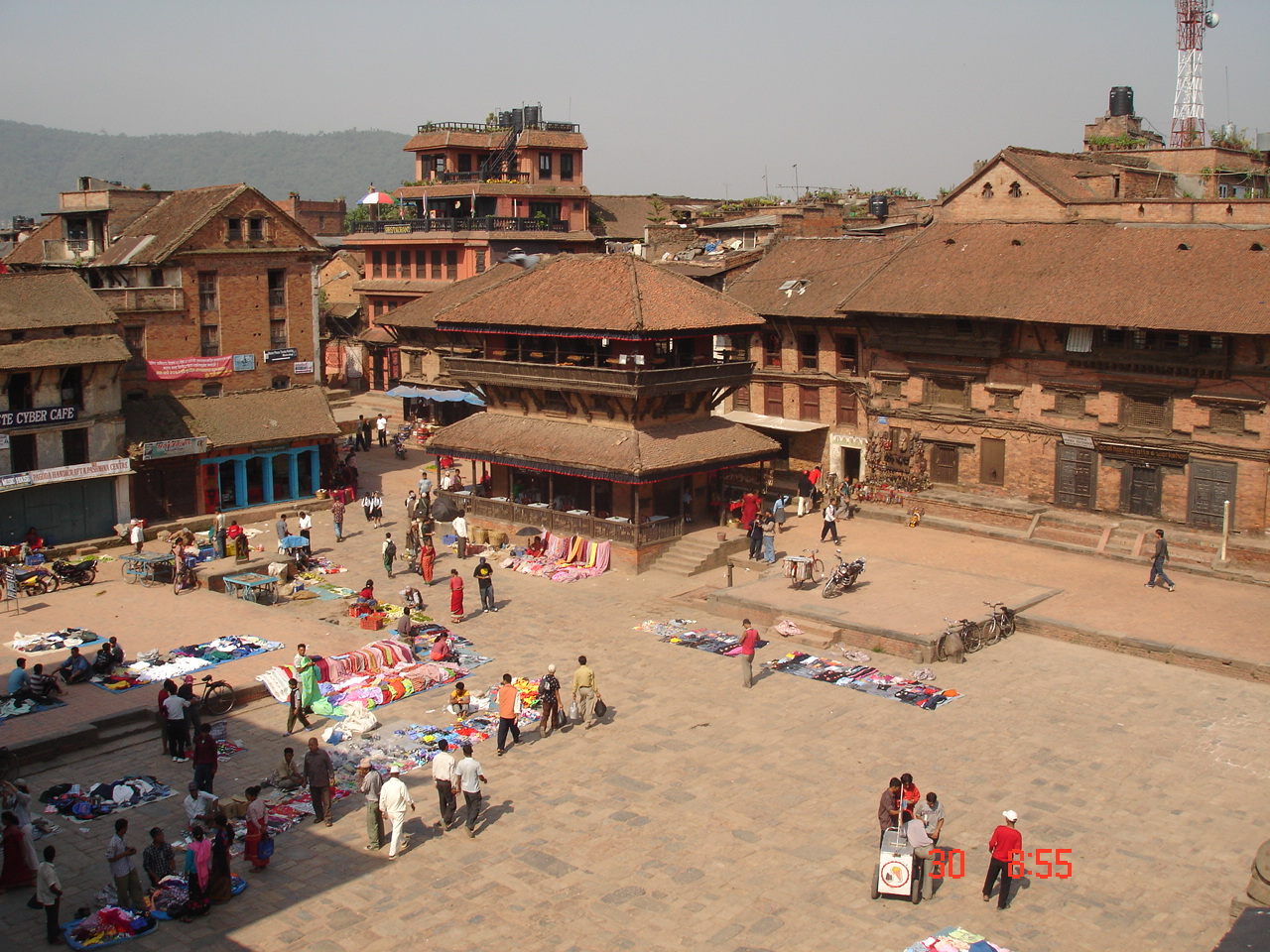
Taumadhi torg i Bhaktapur.

Bhaktapur (även Bhadgaon) är en stad i Nepal. Den är administrativ huvudort för distriktet Bhaktapur och är idag en förort till Katmandu. Folkmängden uppgick till 81 748 invånare vid folkräkningen 2011.
Under 1500- och 1600-talen var staden huvudstad i området. I den historiska staden finns flera monument som hamnat på FN:s världsarvslista, bland annat Bhaktapur Durbar Square och templet Changu Narayan som ligger på en bergstopp en bit utanför staden.